# José Joaquín Pérez
José Joaquín Pérez Mascayano (Santiago, 6 de mayo de 1801-ibídem, 1 de junio de 1889) fue un abogado y político chileno que se convirtió en presidente de la República entre 1861 y 1871. Su candidatura como presidente surgió a raíz de la negativa de Antonio Varas de suceder al entonces presidente Manuel Montt. Previamente había sido parlamentario por la antigua provincia de Santiago, Curicó, Puchacay e Itata.
Nacido en Santiago en mayo de 1801, fue hijo de una familia aristocrática. Luego de cursar sus estudios, se inició tempranamente en la diplomacia. Fue nombrado secretario de la legación de Chile en Washington D. C. en 1826 y encargado de negocios en Francia en 1829. Al año siguiente, fue a Buenos Aires como representante diplomático.
Durante el gobierno conservador de Manuel Montt, pese a que desempeñó los cargos de senador y consejero de Estado, se mantuvo alejado de los conflictos políticos, lo que posibilitó su candidatura.  El 18 de septiembre de 1861, asumió como presidente de Chile. Con sus 60 años, fue apoyado por los nacionales y por la Fusión Liberal-Conservadora, gobernando desde 1862 con este último conglomerado, dando inicio a un período de predominio liberal.  A comienzos de su gobierno y como apuntaba su divisa, la primera acción relevante fue promover una «Ley de Amnistía» para el período 1851-1861, que fue aprobada con rapidez. En concordancia con el espíritu de tolerancia, existió durante su gobierno bastante libertad de prensa lo que permitió la publicación de sátiras de su persona y críticas al gobierno. En esta misma línea, sus contemporáneos recuerdan variadas anécdotas que muestran a Pérez en una faceta diferente y simpática, lo que fue apreciado por la ciudadanía, generando un mito popular al respecto.
Siendo presidente debió enfrentar diversos sucesos y reformas relevantes para la historia del país, como se refleja en sus discursos anuales. La ocupación de la Araucanía fue una de sus primeras acciones, proceso que continuó en los gobiernos siguientes, pero que durante su mandato ofreció la particularidad de iniciar con la proclamación del Rey de la Araucanía. En 1863, como presidente encabezó la ceremonia de inauguración del ferrocarril Valparaíso-Santiago y debió enfrentar el incendio de la iglesia de la Compañía de Jesús, suceso que entristeció a todo el país. Sin embargo, fue la Guerra contra España (1865-1866) el episodio más trágico y criticado de su gobierno. Pese al conflicto bélico, en estos años se llevaron a cabo relevantes medidas: se promulgó el Código del Comercio y la nueva Ley de aduanas. A su vez, se reinterpretó el artículo 5.º de la Constitución referente a la religión del país, promulgándose la Ley de la Libertad de Cultos (1865). En ese mismo año, se levantó un censo a nivel nacional que arrojó un total de 1 819 223 habitantes. En 1866, se estableció un tratado limítrofe con Bolivia que puso fin momentáneamente a las fricciones que enfrentaban a ambos países.
El 18 de septiembre de 1866, fue reelecto por un segundo quinquenio. El problema más grave que enfrentó durante estos años fueron las magras arcas fiscales, debido a las deudas que acarreó la guerra, las que obligaron a pedir un préstamo. La compra de buques y armamento, al igual que la fortificación de Valparaíso, se estimaron como una necesidad para proteger al país ante posibles ataques. Algunas reformas a la Constitución de 1833 fueron discutidas, pero solo una fue aprobada en agosto de 1871, cuando Federico Errazuriz Zañartu ya era presidente electo: la no reelegibilidad del presidente de la República. Después de entregar el poder al nuevo mandatario, siguió desempeñando importantes cargos políticos. Murió en 1889, a la avanzada edad de 89 años.

## Biografía

### Familia y juventud
Nació en Santiago, el 6 de mayo de 1801. Hijo de Santiago Pérez Salas, exdiputado, y María de la Luz Mascayano y Larraín.  Además luchó como soldado en la Batalla de Maipú a los 17 años, Fue nieto de José Antonio Pérez  García, militar español, cronista e historiador.
Se casó con Tránsito Flórez y de la Cavareda el 9 de abril de 1840, con quien tuvo once hijos de los cuales solo cinco llegaron a la edad adulta.

### Estudios y vida laboral
Realizó sus estudios de humanidades en el Real Colegio Carolino, en el Instituto Nacional y completó su educación en la Real Universidad de San Felipe, donde se tituló de abogado.

## Trayectoria política
Fue miembro del Partido Nacional o Monttvarista.
Se inició joven en la diplomacia y sirvió en la Secretaría de la Legación en Estados Unidos; en 1829 pasó a Francia como encargado de negocios. Durante el gobierno de José Joaquín Prieto Vial, se le encomendó la contratación de un empréstito en Londres. En 1830 fue enviado a misión a Buenos Aires, donde permaneció por varios años.
A su regreso, en 1844, fue nombrado ministro de Hacienda subrogante (s), cargo que ejerció desde el 12 de septiembre de 1844 hasta el 17 de abril de 1845, fecha en que asumió como interino en el mismo ministerio, hasta el 22 de septiembre de 1846. Luego fue nombrado ministro del Interior y Relaciones Exteriores, ejerciendo el cargo como tal entre el 12 de junio de 1849 y el 19 de abril de 1850; titularidad que desempeñó durante el gobierno de Manuel Bulnes.
Durante la administración del presidente Manuel Montt fue elegido senador y consejero de Estado.

### Parlamentario

#### Diputado
Fue diputado propietario por la provincia de Aconcagua, en el Congreso Nacional Constituyente de 1826 entre el 4 de julio de 1826 y el 22 de junio de 1827. Se incorporó en la Sesión 196 en reemplazo de Martín Prats Urízar, quien renunció en la Sesión 180 luego de haber sido elegido intendente de Aconcagua.
Siete años más tarde, en 1837 fue electo diputado suplente por Santiago, por el período 1834-1837. Fue llamado a reemplazar al diputado propietario por esa provincia, Manuel Barros Andonaegui, quien murió a los pocos días de la apertura del periodo. No se incorporó hasta el 6 de junio de 1836.
En ese mismo año, fue electo diputado suplente por Itata, por el período 1837-1840. Inexplicablemente resultó electo vicepresidente de la Cámara de Diputados el 14 junio, sirviendo hasta el 16 de agosto de 1839, unos días antes de haber sido llamado a reemplazar a Pedro García de la Huerta, quien fuera el diputado propietario (titular) por Itata.
Se postuló a las elecciones parlamentarias de 1840, donde resultó electo diputado propietario por Puchacay, por el período 1840-1843. Fue vicepresidente de la Cámara, desde el 1 de diciembre de 1840 al 5 de julio de 1841; y presidente, desde el 5 de agosto al 5 de octubre de 1842. Integró la Comisión Permanente de Gobierno y Relaciones Exteriores.
En 1844, fue reelecto diputado propietario, esta vez por Curicó, por el período 1843-1846. Continuó integrando la Comisión Permanente de Gobierno y Relaciones Exteriores.
Fue nuevamente elegido diputado propietario, esta vez por Santiago, por el período 1846-1849. En este periodo ejerció como vicepresidente de la Cámara desde el 4 de agosto de 1848 hasta el 4 de junio de 1849.
Reelecto diputado propietario por Santiago, por el período 1849-1852. Vicepresidió por segunda vez consecutiva la Cámara, entre el 5 de agosto de 1850 y el 2 de junio de 1851. Integró la Comisión Permanente de Hacienda e Industria.

#### Senador
En las elecciones de 1852, resulta electo senador propietario de la República, por el período 1852-1861. Integró la Comisión Permanente de Hacienda y Artes y la de Gobierno y Relaciones Exteriores; fue vicepresidente del Senado desde el 6 de junio de 1855 al 5 de agosto de 1857, ocupó el mismo cargo, entre el 5 de octubre de 1857 y el 2 de julio de 1858. Además, fue miembro de la Comisión Conservadora para el receso 1852-1853; 1853-1854; 1854-1855; 1855-1856; 1856-1857; 1857-1858; 1859-1860 y 1860-1861.
Reelecto senador propietario, por el período 1873-1882, siendo presidente del Senado desde el 2 de junio de 1873 al 2 de junio de 1875. Fue miembro de la Comisión Conservadora para el receso 1873-1874; 1874-1875 y 1875-1876. El período concluyó en 1876, en virtud de lo dispuesto en el artículo 1° Transitorio de la Reforma Constitucional de 24 de octubre de 1874.

## Presidencia
Su alejamiento de los conflictos políticos durante el gobierno de Manuel Montt Torres, permitieron que fuese el candidato "de unidad" en las elecciones de 1861, donde resultó elegido. 

### Incendio de la iglesia de la Compañía de Jesús
Un hecho haría desviar la opinión pública de los hechos políticos. El día martes 8 de diciembre de 1863, el templo de la Compañía de Jesús se encontraba repleto de feligreses: Más de dos mil socias de las «Hijas de María» y una multitud agolpada en las puertas para celebrar el fin del Mes de María. A las cinco de la tarde comenzó a entrar la gente y con ello, los sacristanes a prender las más de siete mil velas para la ceremonia, que empezaría dos horas más tarde. La inflamación de varios adornos de papel y tela en el templo provocó un enorme incendio. La multitud aterrorizada huyó, pero las personas al salir se encontraban con las que no habían alcanzado a entrar y que querían ingresar (ignoraban todavía el incendio), y se aplastaban entre sí creando verdaderos muros humanos que impidieron la salida expedita. Murieron alrededor de dos mil personas, en su mayoría mujeres y niños.
Como consecuencia de esto, la sociedad santiaguina quiso contar con un cuerpo de bomberos permanente. El proyecto se materializó el 20 de diciembre de 1863, levantándose el acta de fundación en donde se acordó organizar el cuerpo en cuatro compañías de bomberos voluntarios,la del sur, la del oriente, la del poniente y una compañía de guardias de propiedad.

### Guerra contra España

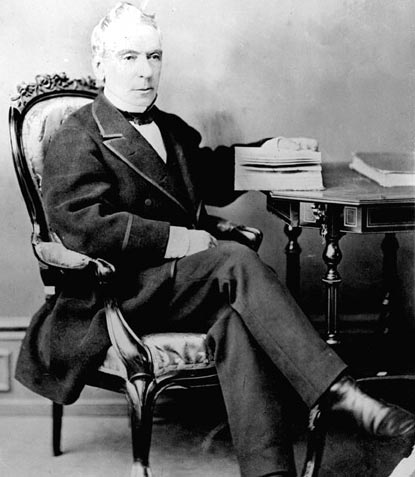
José Joaquín Pérez.

La Guerra contra España se inicia a causa de un conflicto diplomático entre este país y Perú. En la misma época en la que una escuadra española en misión científica y diplomática recorría las costas americanas se produjo el llamado incidente de Talambo en el que un grupo de españoles y peruanos se enfrentaron, teniendo como resultado varios heridos y un muerto de cada nacionalidad. La escuadra protestó por estos hechos y esperó instrucciones de España. Desde Madrid llegó Eusebio Salazar y Mazarredo con el cargo de Ministro de Su Majestad en Bolivia y Comisario Extraordinario para el Perú y solicitó una entrevista con un miembro del gobierno. Aunque se aceptó, se le indicó que sería confidencial porque no se le reconocía el cargo de Comisario. Salazar se negó a reunirse en esas condiciones y marchó al encuentro de Luis Hernández-Pinzón Álvarez, comandante general de la escuadra española. Contraviniendo las órdenes principales que le habían dado en España, Salazar convenció al almirante español de que era necesario usar la fuerza. Así, la escuadra ocupó las islas Chincha (productoras de guano, la principal fuente de ingresos del país).
Chile, con un sentimiento americanista, protestó enérgicamente y en varias ciudades se realizaron manifestaciones en contra de España (en Santiago, el pueblo injurió violentamente a la legación española). Por su parte, el gobierno declaró contrabando de guerra el carbón de piedra que supliera a la escuadra invasora.
La flota española se presentó en Valparaíso el 17 de septiembre de 1865 y su nuevo comandante general, el almirante José Manuel Pareja exigió una explicación de la actitud asumida por Chile, presentando un ultimátum que obligaba a saludar a la bandera española con 21 cañonazos. Chile se negó y declaró la guerra a España el 25 de septiembre. El almirante Pareja decide bloquear el litoral chileno, por lo que tuvo que dispersar sus barcos. Esta situación posibilitó que la corbeta chilena Esmeralda, comandada por Williams Rebolledo, pudiera capturar por sorpresa a la goleta española Covadonga en el combate de Papudo (26 de noviembre). Al conocer esta noticia, Pareja se suicida y en su reemplazo queda como comandante Casto Méndez Núñez, quien realizó con su escuadra dos expediciones hasta Chiloé para destruir a los buques chileno-peruanos, pero nada consiguió.
Chile, Perú, Ecuador y Bolivia firmaron una alianza defensiva y ofensiva, de tal forma que la flota española no tuvo donde aprovisionarse, desde Guayaquil hasta cabo de Hornos. Ante semejante panorama y sin poder alcanzar a la flota combinada chileno-peruana, que se ocultaba en Chiloé, Méndez Núñez decidió bombardear los puertos de Valparaíso y El Callao. El primero ocasionó graves daños y significó mucho costo para la reparación, mientras que el segundo, con una plaza mucho mejor defendida significó serias averías para las naves españolas, las cuales emprendieron el camino de regreso a España dejando daños a este puerto.
Este conflicto obligó a los países a invertir recursos para mejorar la defensa externa, el gobierno chileno adquirió pertrechos de guerra que permitieron renovar el material del ejército y dos nuevos barcos que, unidos a la Esmeralda y Covadonga constituyeron cuatro unidades de combate.

### Ocupación de la Araucanía
A inicios del gobierno de Pérez tuvo lugar la aventura de Orélie Antoine de Tounens "Rey de la Araucanía". En diciembre de 1861 este se hizo nombrar por un gran grupo de caciques de Arauco, "Rey de la Araucanía y de la Patagonia", adoptando el nombre de Orelie Antoine I. Al iniciarse 1862, fue tomado preso por las autoridades chilenas y remitido a Los Ángeles, siendo luego declarado loco; sin embargo el encargado de negocios de Francia lo envió de vuelta a su país.
Durante su defensa ante los tribunales chilenos, el pretendiente dio poderosos argumentos legales para probar que la Araucanía no era posesión chilena. Tanto impresionó su alegato, que Pérez decidió dar curso a la “Pacificación de la Araucanía”, la cual se basaría en el plan presentado por Cornelio Saavedra Rodríguez al presidente Manuel Montt. Sus puntos eran:
- Trasladar la línea de frontera hasta el río Malleco, para proteger con la línea de fuertes a los colonos.
- Un plan de venta de los terrenos estatales entre los ríos Biobío y Malleco, con el fin de elevar la densidad de población no indígena en la zona.
- Discriminación en la ocupación de los suelos, con el fin de colonizar los de mejor calidad y de fácil defensa.

Este plan fue aprobado por Montt, pero fue interrumpido al llegar la fusión al gobierno por la supuesta incondicionalidad de Saavedra a Montt, mas los acontecimientos del rey de la Araucanía obligaron a confiar en el plan de pacificación. Sin embargo, a pesar de los avances en la invasión que dio, fue interrumpido en numerosas ocasiones por motivos políticos. El quiebre que tendrían Saavedra y Errázuriz Zañartu al final del decenio, postergaría la ocupación de la Araucanía hasta los gobiernos de Aníbal Pinto Garmendia y Domingo Santa María

### Segundo periodo de Pérez

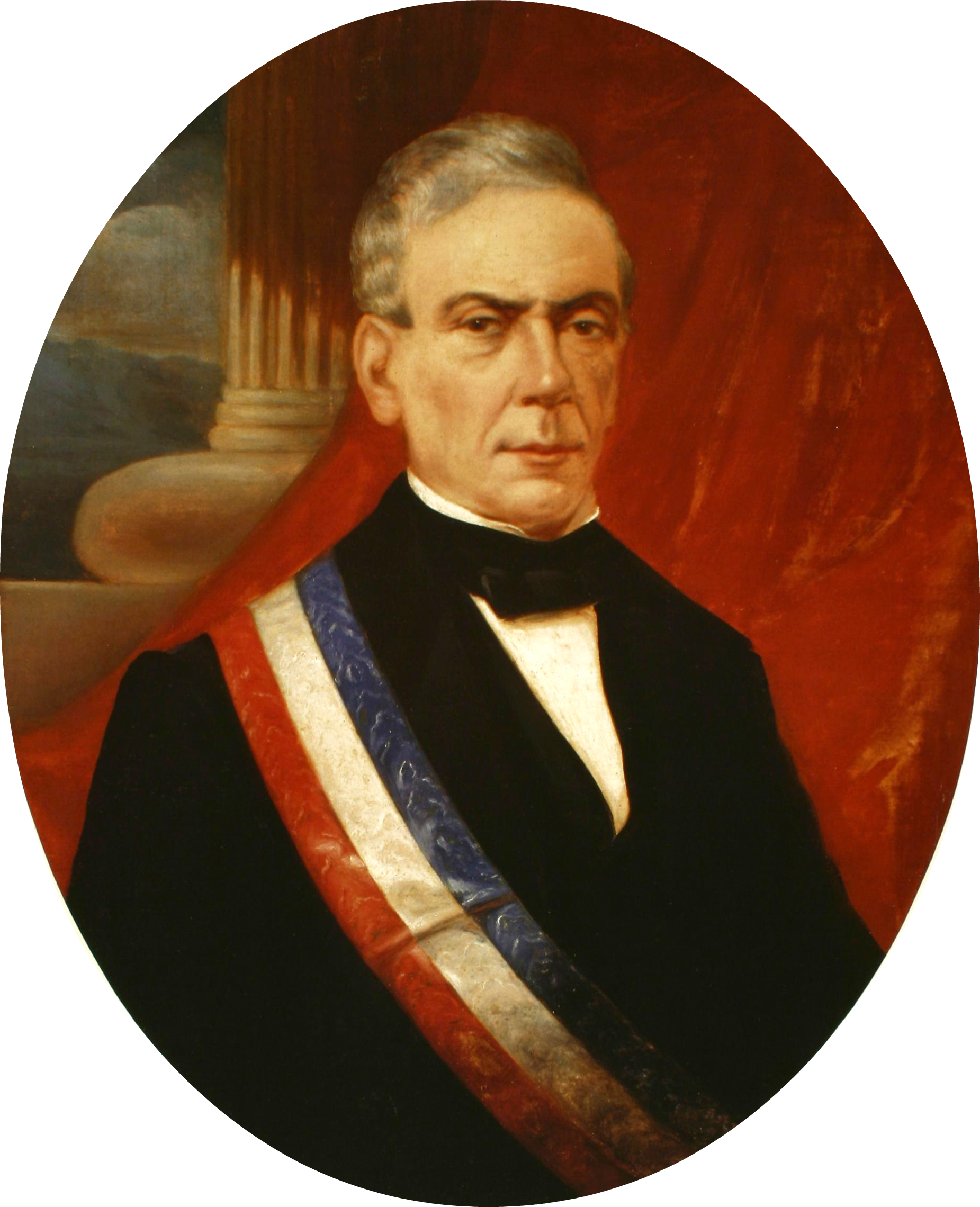
José Joaquín Pérez.

José Joaquín Pérez inició su segundo periodo el 18 de septiembre de 1866, luego de ser elegido por 191 electores contra 15 de Manuel Bulnes y 11 de Pedro León Gallo.
Durante la segunda fase de su mandato, en el campo político estuvo marcado por el ingreso del liberal Federico Errázuriz Zañartu (el otro as de la política chilena, junto con su rival Santa María) al ministerio, en la cartera de Marina y Guerra. Este dedicaría toda su energía a montar la maquinaria electoral que asegurase su elección como presidente de la República. Intentó, además, controlar la Corte Suprema, a la sazón presidida por Manuel Montt, mas su intento fracasó. En ese contexto, en 1868, se presentó una acusación constitucional contra el presidente y los ministros de la Corte Suprema, que finalmente fue rechazada por el Senado.
La oposición, conformada por nacionales, radicales y liberales reformistas, crearon el Club de la Reforma, importantísima organización política, que lucharía por ver realizadas las reformas constitucionales que estimaban convenientes para el desarrollo de la nación.
Se logró aprobar, al final del gobierno de Pérez, una reforma a la Constitución de 1833 la que prohibía la reelección inmediata de los presidentes, debiendo mediar un periodo para volver a postular al cargo.

### Final de gobierno
La convención fusionista designó candidato a la presidencia a Federico Errázuriz Zañartu, el cual durante su paso por el ministerio dejó arreglada su elección, mas su contendor José Tomás de Urmeneta dio dura batalla, sobrepasando en ocasiones a la intervención gubernamental. El resultado final fue: 
- Por Federico Errázuriz: 226 votos
- Por José Tomás de Urmeneta: 58 votos
- Por Álvaro Covarrubias: 1 voto